# エジプト第7王朝
エジプト第7王朝（エジプトだい7おうちょう、紀元前22世紀頃？）はエジプト古王国、もしくはエジプト第1中間期時代の古代エジプト王朝。第6王朝の崩壊以後の分裂時代であるとされる。

## 歴史
エジプト第6王朝の王ペピ2世の長期にわたる在位の間にエジプト古王国の中央集権体制は瓦解した。第6王朝の後に第7王朝が開かれたとされるが、その歴史についてはほとんど何もわかっていない。
その統治能力の低さはマネトの記録に表れている。彼はエジプト第7王朝はメンフィスを拠点としており、70日間に70人の王が在位したと記す。これは第6王朝滅亡後の混乱を端的に表した文章であるが、マネトは個々の王名を記録していないし70人もの王は実際にはいなかったであろう。遥か後代のエジプト第19王朝時代のセティ1世が作らせたアビドス王名表には第6王朝以降の王名が記されているが、信憑性の程は判然としない。当時の王の誕生名はケンドゥ、シェマイなど、当時のエジプトの貴人としては奇異な名前が記されており、恐らくは下層の出身者が多かったことを反映している。彼らは少なくとも同一の家系に属する人々ではなかったと考えられる。初代のネフェルカラー1世は第6王朝の王ペピ2世の王妃イブートのピラミッド複合体の倉庫に母を葬っており、当時の王権の脆弱さをうかがわれる。その実質的な支配地は広くてもメンフィス周辺とナイル川デルタ地帯の一部に過ぎなかったと考えられる。
マネトは極めて短期間の統治のうちにメンフィスの王によって新たにエジプト第8王朝が興ったとしているが、実際の所第7、第8王朝を厳密に区別することができるのか、第7王朝の各王を連続した1つの王朝に属すると見なせるのか、更には第7王朝が実在するのかどうかは明らかではない。

## 歴代王
この王朝について、学術的に定まった王の一覧は構築されていない。多くの場合、マネトによるこの王朝についての記述は文学的修辞と見なされるか、当時の出来事を象徴的に述べたものに過ぎないとされる。
一方で、アビドスの王名表には第6王朝以降に在位した17人の王の名前が記載されている。彼らの内、後半6名の王がトリノ王名表にも記載されているが、前半11名の王は省略されている。その理由は不明だが、トリノ王表の編纂者たちがこの11名を正統な支配者と見なさず意図的に除外した可能性が考えられる。また、この二つの資料を参照したマネトーが支配者たちを第7王朝と第8王朝という二つのグループに分けたのではないかとする説もある。